# Ілек-Пеньківка
Ілек-Пеньківка (рос. Илек-Пеньковка) — село у Красноярузькому районі Бєлгородської області Російської Федерації.
Населення становить 750 осіб. Входить до складу муніципального утворення Ілек-Пеньковське сільське поселення.

## Історія
Населений пункт розташований у східній частині української суцільної етнічної території — східній Слобожанщині.
У XVIII ст. в селі діяла церква Св. Варвари. 
Згідно із законом від 20 грудня 2004 року № 159 від 20 грудня 2004 року органом місцевого самоврядування є Ілек-Пеньковське сільське поселення.

## Населення
| 2002 | 2010 |
| ---- | ---- |
| 712  | ↗750 |